# Jean Ier (roi de Chypre)
Pour les articles homonymes, voir Jean Ier.
Jean Ier de Lusignan, né vers 1267, mort le 20 mai 1285 est roi de Chypre et roi titulaire de Jérusalem (sous le nom de Jean II) de 1284 à 1285 et fils de Hugues III de Chypre et d’Isabelle d’Ibelin.
Il succède à son père à Chypre le 26 mars 1284 et est couronné le 11 mai 1284. Il prend également le titre de roi de Jérusalem, mais sans pouvoir y exercer la royauté. 
En effet, les luttes de pouvoir se déchaînent 
- entre les barons qui ne sont capables de s’unir que contre un roi qui tente de gouverner le royaume,
- entre les alliés des Génois et ceux des Vénitiens, qui cherchent à contrôler le commerce,
- et entre les Ordres du Temple et de Saint-Jean de l’Hospital.

Pendant ce temps, l’état mamelouk menace toujours le royaume de Jérusalem, et le sultan Qala'ûn assiège même la forteresse des Hospitaliers de Marqab et la prend le 25 mai 1285. Sept jours plus tôt, le 20 mai 1285, Jean Ier meurt après un an de règne. Comme il ne s’était pas marié, c’est son frère Henri II qui lui succède.

## Sources
- René Grousset, Histoire des croisades et du royaume franc de Jérusalem - III. 1188-1291 L'anarchie franque, Paris, Perrin, 1936 (réimpr. 2006), 902 p., p. 671
- Louis de Mas Latrie, Histoire de l'Île de Chypre sous le règne des princes de la Maison de Lusignan, Paris, Imprimerie Impériale, 1852-1861 (OCLC 156109086, lire en ligne), p. 475-6